# Бауэр, Эдуард
Эдуа́рд Ба́уэр (нем. Eduard Bauer; 13 февраля 1894 — 4 марта 1948) — австрийский футболист, игравший на позиции нападающего. По завершении игровой карьеры — тренер. Один из лучших игроков австрийского футбола первой четверти XX века.

## Карьера игрока
Дебютировал за основной состав венского «Рапида» в семнадцать лет. Это был первый победный для команды чемпионат Австрии. Вместе с Рихардом Кутаном и Йозефом Уридилом составлял ударную тройку нападения «зелёно-белых». С «Рапидом» восемь раз выигрывал чемпионат Австрии, дважды — кубок страны. В чемпионатах 1917 и 1918 годов забивает по 21 голу и получает титулы лучшего бомбардира сезона.
За сборную Австрии дебютировал 22 декабря 1912 года в Генуе против итальянцев (победа 3:1). Последнюю встречу за главную команду страны провел в Санкт-Галлене 1 мая 1921 против швейцарцев (ничья 2:2). Всего за сборную Австрии провел 23 матча и забил 13 голов.

## Тренерская карьера
В 1926 году сменил на посту тренера «Рапида» Стэнли Уиллмотта. Тренировал «зелено-белых» на протяжении десяти лет и за это время добился значительных успехов. В 1930 году команда выиграла кубок Митропы, дважды играла в финалах этого турнира. На внутренней арене «Рапид» трижды побеждает в чемпионате (1929, 1930, 1935) и однажды в национальном кубке (1927).
В 1936—1938 годах работает ассистентом Хуго Майcля в сборной Австрии.
19 сентября 1945 года был назначен главным тренером национальной сборной. Проводил смелые эксперименты. Единственным игроком, который имел постоянное место в основе был Франц Биндер. Команду формировал в основном из одаренной молодежи, которая впоследствии заняла третье место на чемпионате мира 1954 года. Он открыл для большого футбола имена Вальтера Земана, Эрнста Стояспала, Альфреда Кёрнера, Эрнста Хаппеля, Теодора Вагнера и Эрнста Мельхиора. Последний, на время первого приглашения в сборную, вообще играл за любительский клуб.
Эдуард Бауэр умер 4 марта 1948 года после неудачной операции на желудке. Его дело в сборной продолжил бывший игрок «Вундертима» и венской «Аустрии» Вальтер Науш.

## Достижения
В качестве игрока «Рапида»
- Чемпион Австрии (8): 1912, 1913, 1916, 1917, 1919, 1920, 1921, 1923
- Обладатель Кубка Австрии (2): 1919, 1920
- Лучший бомбардир чемпионата Австрии (2): 1917, 1918

В качестве тренера «Рапида»
- Чемпион Австрии (3): 1929, 1930, 1935
- Обладатель Кубка Австрии: 1927
- Обладатель Кубка Митропы: 1930

## Статистика выступлений

### Клубная карьера
| Клуб             | Сезон            | Лига | Лига | Кубок Австрии | Кубок Австрии | Итого | Итого |
| Клуб             | Сезон            | Игры | Голы | Игры          | Голы          | Игры  | Голы  |
| ---------------- | ---------------- | ---- | ---- | ------------- | ------------- | ----- | ----- |
| Рапид (Вена)     | 1911/12          | 3    | 1    | -             | -             | 3     | 1     |
| Рапид (Вена)     | 1912/13          | 14   | 4    | -             | -             | 14    | 4     |
| Рапид (Вена)     | 1913/14          | 15   | 3    | -             | -             | 15    | 3     |
| Рапид (Вена)     | 1915             | 7    | 8    | -             | -             | 7     | 8     |
| Рапид (Вена)     | 1915/16          | 18   | 21   | -             | -             | 18    | 21    |
| Рапид (Вена)     | 1916/17          | 16   | 21   | -             | -             | 16    | 21    |
| Рапид (Вена)     | 1917/18          | 15   | 20   | 0             | 0             | 15    | 20    |
| Рапид (Вена)     | 1918/19          | 14   | 11   | 3             | 1             | 17    | 12    |
| Рапид (Вена)     | 1919/20          | 17   | 12   | 3             | 1             | 20    | 13    |
| Рапид (Вена)     | 1920/21          | 21   | 13   | 1             | 1             | 22    | 14    |
| Рапид (Вена)     | 1921/22          | 15   | 7    | 0             | 0             | 15    | 7     |
| Рапид (Вена)     | 1922/23          | 9    | 4    | 1             | 1             | 10    | 5     |
| Рапид (Вена)     | 1923/24          | 11   | 5    | 0             | 0             | 11    | 5     |
| Рапид (Вена)     | Итого            | 175  | 130  | 8             | 4             | 183   | 134   |
| ВАФ              | 1923/24          | 2    | 0    | 1             | 0             | 3     | 0     |
| ВАФ              | Итого            | 2    | 0    | 1             | 0             | 3     | 0     |
| Рапид (Вена)     | 1924/25          | 6    | 1    | 1             | 0             | 7     | 1     |
| Рапид (Вена)     | 1925/26          | 6    | 3    | 0             | 0             | 6     | 3     |
| Рапид (Вена)     | Итого            | 12   | 4    | 1             | 0             | 13    | 4     |
| Всего за «Рапид» | Всего за «Рапид» | 187  | 134  | 9             | 4             | 196   | 138   |
| Всего за карьеру | Всего за карьеру | 189  | 134  | 10            | 4             | 199   | 138   |

### Матчи за сборную Австрии
| №  | Дата            | Оппонент  | Счёт | Голы | Соревнование      |
| -- | --------------- | --------- | ---- | ---- | ----------------- |
| 1  | 22 декабря 1912 | Италия    | 3:1  | —    | Товарищеский матч |
| 2  | 27 апреля 1913  | Венгрия   | 1:4  | —    | Товарищеский матч |
| 3  | 15 июня 1913    | Италия    | 2:0  | —    | Товарищеский матч |
| 4  | 26 октября 1913 | Венгрия   | 3:4  | —    | Товарищеский матч |
| 5  | 8 ноября 1914   | Венгрия   | 1:2  | —    | Товарищеский матч |
| 6  | 3 октября 1915  | Венгрия   | 4:2  | 2    | Товарищеский матч |
| 7  | 7 мая 1916      | Венгрия   | 3:1  | 2    | Товарищеский матч |
| 8  | 4 июня 1916     | Венгрия   | 1:2  | 1    | Товарищеский матч |
| 9  | 1 октября 1916  | Венгрия   | 3:2  | 2    | Товарищеский матч |
| 10 | 5 ноября 1916   | Венгрия   | 3:3  | 2    | Товарищеский матч |
| 11 | 6 мая 1917      | Венгрия   | 1:1  | —    | Товарищеский матч |
| 12 | 3 июня 1917     | Венгрия   | 2:6  | —    | Товарищеский матч |
| 13 | 15 июля 1917    | Венгрия   | 1:4  | —    | Товарищеский матч |
| 14 | 4 ноября 1917   | Венгрия   | 1:2  | —    | Товарищеский матч |
| 15 | 23 декабря 1917 | Швейцария | 1:0  | 1    | Товарищеский матч |
| 16 | 27 декабря 1917 | Швейцария | 2:3  | 1    | Товарищеский матч |
| 17 | 14 апреля 1918  | Венгрия   | 0:2  | —    | Товарищеский матч |
| 18 | 9 мая 1918      | Швейцария | 5:1  | 1    | Товарищеский матч |
| 19 | 6 октября 1918  | Венгрия   | 0:3  | —    | Товарищеский матч |
| 20 | 5 октября 1919  | Венгрия   | 2:0  | 1    | Товарищеский матч |
| 21 | 2 мая 1920      | Венгрия   | 2:2  | —    | Товарищеский матч |
| 22 | 7 ноября 1920   | Венгрия   | 2:1  | —    | Товарищеский матч |
| 23 | 1 мая 1921      | Швейцария | 2:2  | —    | Товарищеский матч |

Итого: сыграно матчей: 23 / забито голов: 13; победы: 9, ничьи: 4, поражения: 10.

### Матчи сборной Австрии под руководством Эдуарда Бауэра
| №   | Дата             | Оппонент     | Место    | Счёт | Соревнование      | Комментарий          |
| --- | ---------------- | ------------ | -------- | ---- | ----------------- | -------------------- |
| 195 | 6 декабря 1945   | Франция      | Вена     | 4:1  | Товарищеский матч |                      |
| 196 | 14 апреля 1946   | Венгрия      | Вена     | 3:2  | Товарищеский матч |                      |
| 197 | 5 мая 1946       | Франция      | Париж    | 1:3  | Товарищеский матч |                      |
| 198 | 4 июня 1946      | Венгрия      | Будапешт | 0:2  | Товарищеский матч |                      |
| 199 | 27 октября 1946  | Чехословакия | Вена     | 3:4  | Товарищеский матч |                      |
| 200 | 10 ноября 1946   | Швейцария    | Берн     | 0:1  | Товарищеский матч |                      |
| 201 | 1 декабря 1946   | Италия       | Милан    | 2:3  | Товарищеский матч | 100-я игра на выезде |
| 202 | 4 мая 1947       | Венгрия      | Будапешт | 2:5  | Товарищеский матч |                      |
| 203 | 14 сентября 1947 | Венгрия      | Вена     | 4:3  | Товарищеский матч |                      |
| 204 | 5 октября 1947   | Чехословакия | Прага    | 2:3  | Товарищеский матч |                      |
| 205 | 9 ноября 1947    | Италия       | Вена     | 5:1  | Товарищеский матч |                      |

Итого: матчей: 11 ; победы: 4, ничьи: 0, поражения: 7.